# 日本スノーモビル安全普及協会
日本スノーモビル安全普及協会（にほん - あんぜんふきゅうきょうかい、英称：Japan Snowmobile Safety Association、略称：JSSA）は、スノーモービルの安全性向上に向けて設立された団体でスノーモービル製造販売業者、専門家らによって構成されている。

## 沿革
- 1990年 - 設立

## 会員

### 正会員
- 富士重工業
- ポラリスジャパン株式会社
- ヤマハ発動機販売
- BRPジャパン
- アークティックキャットジャパン

### 準会員
- スノーモビル販売特約店、および小売業者

### 協力団体
- 日本鋼索交通協会
- 全国スキー安全対策協議会